# Psychotria hornitensis
Psychotria hornitensis är en måreväxtart som beskrevs av John Duncan Dwyer och Clement W. Hamilton. Psychotria hornitensis ingår i släktet Psychotria och familjen måreväxter. Inga underarter finns listade i Catalogue of Life.